# Кожокин, Михаил Михайлович
Михаи́л Миха́йлович Кожо́кин (род. 23 февраля 1962, Москва) — российский политолог, журналист, педагог, специалист по связям с общественностью и государственными структурами. Профессор кафедры журналистики факультета журналистики Института масс-медиа и рекламы Российского государственного гуманитарного университета .
В прошлом — главный редактор газеты «Известия», вице-президент Банка ВТБ 24, заместитель председателя правления банка, директор Департамента коммуникаций Банка ВТБ 24. Кандидат исторических наук

## Биография и карьера
Отец — Михаил Наумович Флексер (1929—2012). Мать — Зоя Васильевна Кожокина.
Старший брат — Евгений Михайлович Кожокин, историк, профессор МГИМО.
В 1984 году с отличием окончил исторический факультет МГУ им. М. В. Ломоносова (кафедра истории южных и западных славян), получив квалификацию «историк, преподаватель со знанием иностранного языка». В годы обучения получал стипендии имени В. И. Ленина и К. Маркса.
В 1988 году защитил кандидатскую диссертацию «Христианско-демократическое движение в буржуазной Польской Республике (1918—1926)» (научный руководитель — Г. Ф. Матвеев). В 1984—1986 годах был секретарём комитета ВЛКСМ истфака МГУ. Работал вместе с Вячеславом Никоновым и Константином Затулиным.
В 1988—1992 годах — младший редактор журнала «США: экономика, политика, идеология», научный сотрудник, старший научный сотрудник академического Института США и Канады. Тема исследований: политика США в Центральной и Восточной Европе.
В 1992—1993 годах работал старшим научным сотрудником в Центре экономических и политических исследований (ЭПИцентр), в группе Григория Явлинского. Занимался изучением современных политических процессов в России и изменениями во внешней политике России.
В 1993—1996 годах и в марте 1997 года работал в Онэксимбанке руководителем управления информационного обеспечения (1993—1996) и заместителем председателя правления (1996 и март 1997).
С сентября 1996 года по март 1997 года был помощником первого заместителя Председателя Правительства РФ Владимира Потанина.
В 1998 году — директор по работе со СМИ и связям с общественностью холдинговой компании «Интеррос».
В 1998—2003 годах занимал пост главного редактора газеты «Известия».
В ноябре 2005 года был назначен заместителем Президента — председателя Правления ВТБ 24. Курировал подразделения, занимающиеся рекламой, связями с властными структурами, общественностью и СМИ, маркетинговыми исследованиями, а также службу персонала. Кроме того, занимался формированием корпоративной культуры банка. Проработал в этой должности до присоединения ВТБ24 к ВТБ, до декабря 2017 года.
В 2006 - 2016 годах неоднократно входил в тройку лучших директоров по маркетингу, общественным и корпоративным связям в рейтинге ведущих менеджеров России (категория "Коммерческие банки"). По итогам 2014 года занял 1-е место в рейтинге ведущих менеджеров России по общественным и корпоративным связям среди коммерческих банков. Рейтинг составлен Ассоциацией менеджеров и ИД «Коммерсантъ».
В 2019 - 2022 годах работал проректором РГГУ по развитию и информационным ресурсам.
С 2006 года преподаёт на факультете медиакоммуникаций Высшей школы экономики , с 2018 года преподает также на факультете журналистики  и на факультете международных отношений, политологии и зарубежного регионоведения Российского государственного гуманитарного университета.

## Награды
Кавалер Золотого почетного знака «Общественное признание» (2001). Удостоен национальной общественной премии им. Петра Великого в номинации «лучший менеджер средств массовой информации». В 2002 г. награждён орденом Даниила Московского III степени Русской Православной Церкви.